# Corumbaense Futebol Clube
O Corumbaense Futebol Clube é um clube de futebol sediado em Corumbá, no estado de Mato Grosso do Sul. Fundado em 1.º de janeiro de 1914, é o clube mais antigo da Região Centro-Oeste em atividade e detém dois títulos do Campeonato Sul-Mato-Grossense.

## História
O Corumbaense foi fundado em 1.º de janeiro de 1914 e consagrou-se um dos principais campeões amadores de Mato Grosso em suas primeiras décadas de existência.
Em 1972, o clube profissionalizou-se para representar o Estado no Campeonato Brasileiro do ano seguinte. No entanto, foi na década de 1980 que obteve os melhores resultados, quando ficou com o título estadual em 1984 e participou da Taça de Bronze de 1981 e do Módulo Azul do Campeonato Brasileiro de 1987.
Entre 1997 e 2005, o clube ficou afastado do futebol profissional, retornando em 2006, ano em que conquistou o título da segunda divisão estadual. Em 2017, venceu a primeira divisão pela segunda vez.
No entanto, em 2020, o Corumbaense desistiu do sul-mato-grossense após paralisação do campeonato devido a pandemia de COVID-19 e foi punido pelo Tribunal de Justiça Desportiva com o afastamento de competições oficiais por dois anos.

## Títulos
- Campeonato Sul-Mato-Grossense: 1984[6] e 2017.[6]
- Campeonato Sul-Mato-Grossense - Série B: 2006.[11]